# 李文儀
李文儀（1978年9月30日—），台灣新聞主播、主持人、製作人，畢業於英國倫敦大學學院國際公共政策碩士。現為三立新聞台《台灣大頭條》當家主播、《消失的國界》主持人、三立iNEWS《台灣新思路》主持人。曾任年代新聞台、TVBS新聞台主播。2017年6月1日擔任三立iNEWS《iNEWS最正晚報》當家主播。2018年9月轉任同集團三立新聞台《新聞深一度》主播、《正午新聞》主播。

## 學歷
- 台北市立中山女中畢業
- 國立政治大學新聞學系學士
- 英國倫敦大學國際公共政策碩士

## 經歷
- 中國時報記者
- 東方衛視記者、主播
- 年代新聞台記者、主播
- 時藝多媒體企業服務經理
- TVBS新聞台記者、主播、主持人
- 中天新聞台《名人牀頭書》主持人
- 三立iNEWS主播、主持人《iNEWS最正晚報》當家主播
- 三立新聞台主持人、主播、製作人、《台灣大頭條》當家主播

## 生平
從小立志成為新聞人的李文儀，大學選擇就讀國立政治大學新聞學系，但她曾坦言「主播工作原本不在人生規劃中」。因此畢業後，選擇進入中國時報擔任報社記者，採訪政治路線，後在因緣際會之下，進入東方衛視及年代新聞台擔任主播。
2007年7月9日，李文儀離開年代新聞台赴英國深造，並於2008年學成歸台。同時經詹慶齡引薦，加入TVBS新聞台，擔任夜間新聞時段《新聞夜視界》主播。2013年8月12日，李文儀表示「近兩年來，因身體免疫系統失調」，決定申請留職停薪3個月調養身體，但過敏狀況始終未好轉，「有時更是全身上下都是疤」，因此同年11月宣布請辭離開TVBS，並退出主播台。
休息一年後，李文儀於2014年11月12日加入中天新聞台，擔任新聞節目《名人牀頭書》主持人。2016年5月7日，於大愛電視節目《DataMaps-數據地圖真台灣》擔任主持人。2017年6月1日加入三立電視，並於同月26日起接下三立iNEWS晚間新聞時段，成為《iNEWS最正晚報》主播。2018年9月3日，轉任同集團三立新聞台，播報晚間八點新聞時段《新聞深一度》主播，並兼任製作人。

### 家庭
- 父親李啟聖以上校軍階退休，祖父李運成是中華民國國軍將領，曾任中華民國陸軍上將副總司令。
- 目前未婚。她曾透露父母一度著急催婚，但她認為「緣分到了、遇到對的人就會結婚」[7]。

## 曾播報或主持的節目
| 年份                           | 頻道       | 節目                        | 備註         |
| ------------------------------ | ---------- | --------------------------- | ------------ |
| 待查                           | 年代新聞台 | 《年代午報》                | 主播         |
| 待查                           | 年代新聞台 | 《年代晚報》                | 主播         |
| 待查                           | 年代新聞台 | 《年代夜報》                | 主播         |
| 待查                           | 年代新聞台 | 《好讀年代》                | 主持人       |
| 待查                           | 年代新聞台 | 《創新年代》                | 主持人       |
| 待查                           | 年代新聞台 | 《今天的中國》              | 主持人       |
| 待查                           | 年代新聞台 | 《探索台灣》                | 主持人       |
| 2010年5月－2013年11月          | TVBS新聞台 | 《新聞夜視界》              | 主播         |
| 2010年5月－2013年11月          | TVBS新聞台 | 《十點不一樣》              | 主播         |
| 2010年5月－2013年11月          | TVBS新聞台 | 《新聞最前線》              | 主播         |
| 2010年5月－2013年11月          | TVBS新聞台 | 《最前線新聞》              | 主播         |
| 2010年5月－2013年11月          | TVBS新聞台 | 《假日晚間67點新聞》        | 主播         |
| 2014年11月12日－2015年10月16日 | 中天新聞台 | 《名人牀頭書》              | 主持人       |
| 2016年5月7日－2017年9月30日    | 大愛電視   | 《DataMaps-數據地圖真台灣》 | 主持人       |
| 2017年6月26日－2018年8月30日   | 三立iNEWS  | 《1819iNEWS最正晚報》       | 主播         |
| 2020年6月28日至今              | 三立iNEWS  | 《台灣新思路》              | 主持人       |
| 2018年8月19日－2022年7月3日    | 三立新聞台 | 《我們一家人》              | 主持人       |
| 2018年9月3日－2019年9月27日    | 三立新聞台 | 《新聞深一度》              | 主播兼製作人 |
| 2018年11月15日-2021年5月18日   | 三立新聞台 | 《1600iNEWS》               | 主播         |
| 2018年9月3日-2022年9月2日      | 三立新聞台 | 《1700三立新聞網》          | 主播         |
| 2020年11月—2023年11月10日      | 三立新聞台 | 《1200正午新聞》            | 主播         |
| 2022年2月26日—至今             | 三立新聞台 | 《消失的國界》              | 主持人       |
| 2023年11月13日—至今            | 三立新聞台 | 《台灣大頭條》              | 當家主播     |

## 曾主持活動
- 台北國際書展閱讀大使
- 聽奧基金會創意製作部召集人

## 外部連結
- 新聞主播 李文儀的Facebook專頁
- Weni Li 李文儀的Instagram帳戶